# Cantoin
 Cantoin  es una población y comuna francesa, situada en la región de Mediodía-Pirineos, departamento de Aveyron, en el distrito de Rodez y cantón de Sainte-Geneviève-sur-Argence.

## Demografía
| 547 | 490 | 398 | 402 | 390 | 312 |
| Para los censos de 1962 a 1999 la población legal corresponde a la población sin duplicidades (Fuente: INSEE [Consultar]) |     |     |     |     |     |